# Saint-Aoustrille
Saint-Aoustrille is een gemeente in het Franse departement Indre (regio Centre-Val de Loire) en telt 159 inwoners (1999). De plaats maakt deel uit van het arrondissement Issoudun.

## Geografie
De oppervlakte van Saint-Aoustrille bedraagt 20,1 km², de bevolkingsdichtheid is 7,9 inwoners per km².
De onderstaande kaart toont de ligging van Saint-Aoustrille met de belangrijkste infrastructuur en aangrenzende gemeenten.

## Demografie
Onderstaande figuur toont het verloop van het inwonertal (bron: INSEE-tellingen).